# آلبرتو زوریا
آلبرتو زوریا (اسپانیایی: Alberto Zorrilla‎; ۶ آوریل ۱۹۰۶ – ۲۳ آوریل ۱۹۸۶) یک شناگر اهل آرژانتین بود.
از افتخارات وی میتوان به کسب مدال طلا ۴۰۰ متر آزاد در بازی‌های المپیک تابستانی ۱۹۲۸ اشاره کرد.